# Bangana diplostoma
Bangana diplostoma és una espècie de peix cipriniforme de la família dels ciprínids del Pakistan i l'Índia.